# Club Nalón
Club Nálon is een Spaanse voetbalclub uit Olloniego (Oviedo) die uitkomt in de Tercera División. De club werd in 1958 opgericht en speelt haar thuiswedstrijden in Estadio Fumea.